# Brimstone Peak (Viktorialand)
Der Brimstone Peak (wörtlich übersetzt Schwefelspitze) ist ein 2340 m hoher Berg mit einem kleinen, eisfreien und abgeflachten Gipfel im ostantarktischen Viktorialand. In den Prince Albert Mountains ragt er zwischen den Outpost-Nunatakkern und den Ricker Hills auf.
Mitglieder der Südgruppe bei der New Zealand Geological Survey Antarctic Expedition (1962–1963) kartierten ihn und benannten den Berg nach seiner an „Höllenfeuer und Schwefel“ erinnernden Gesteinsfärbung.